# Wiener Bürgertheater

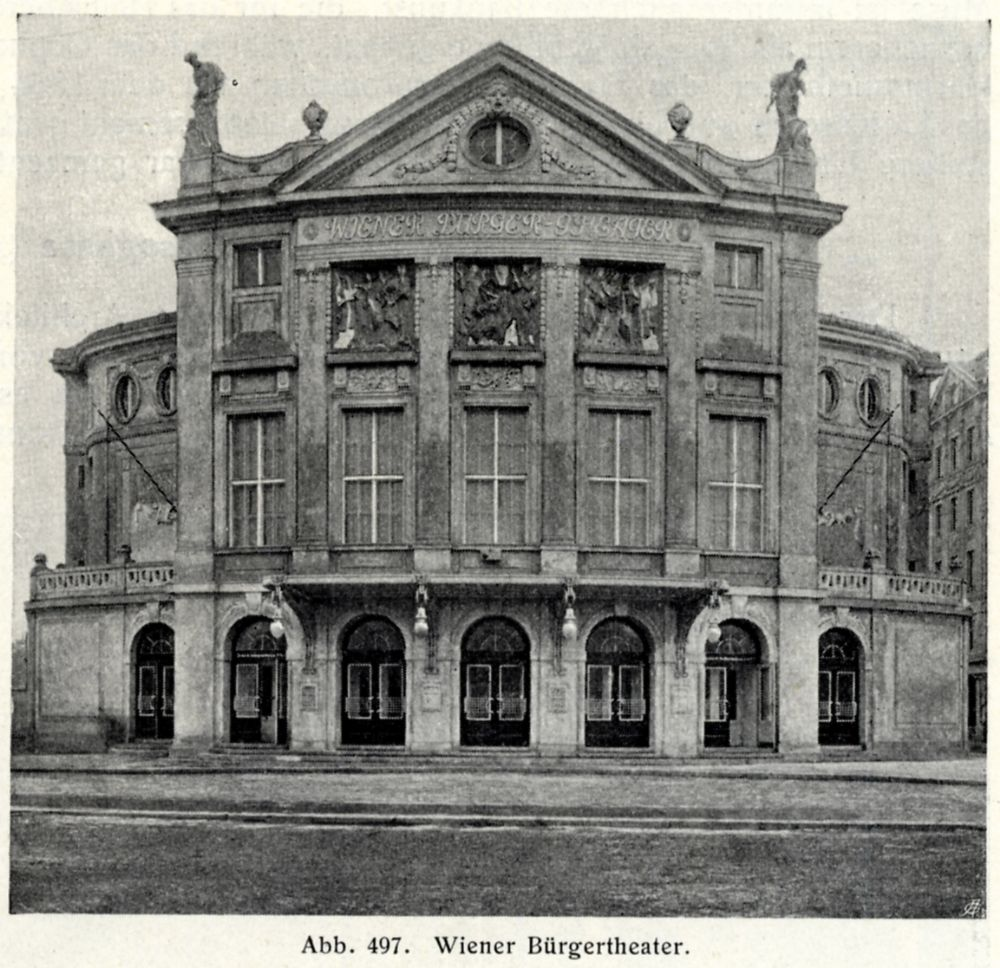
Wiener Bürgertheater

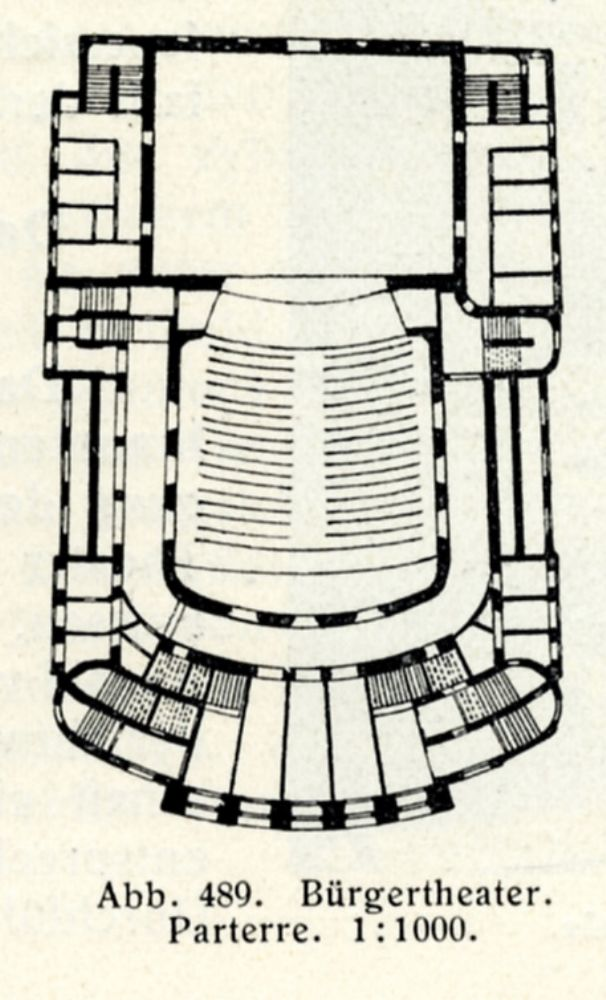
Wiener Bürgertheater – Grundriss

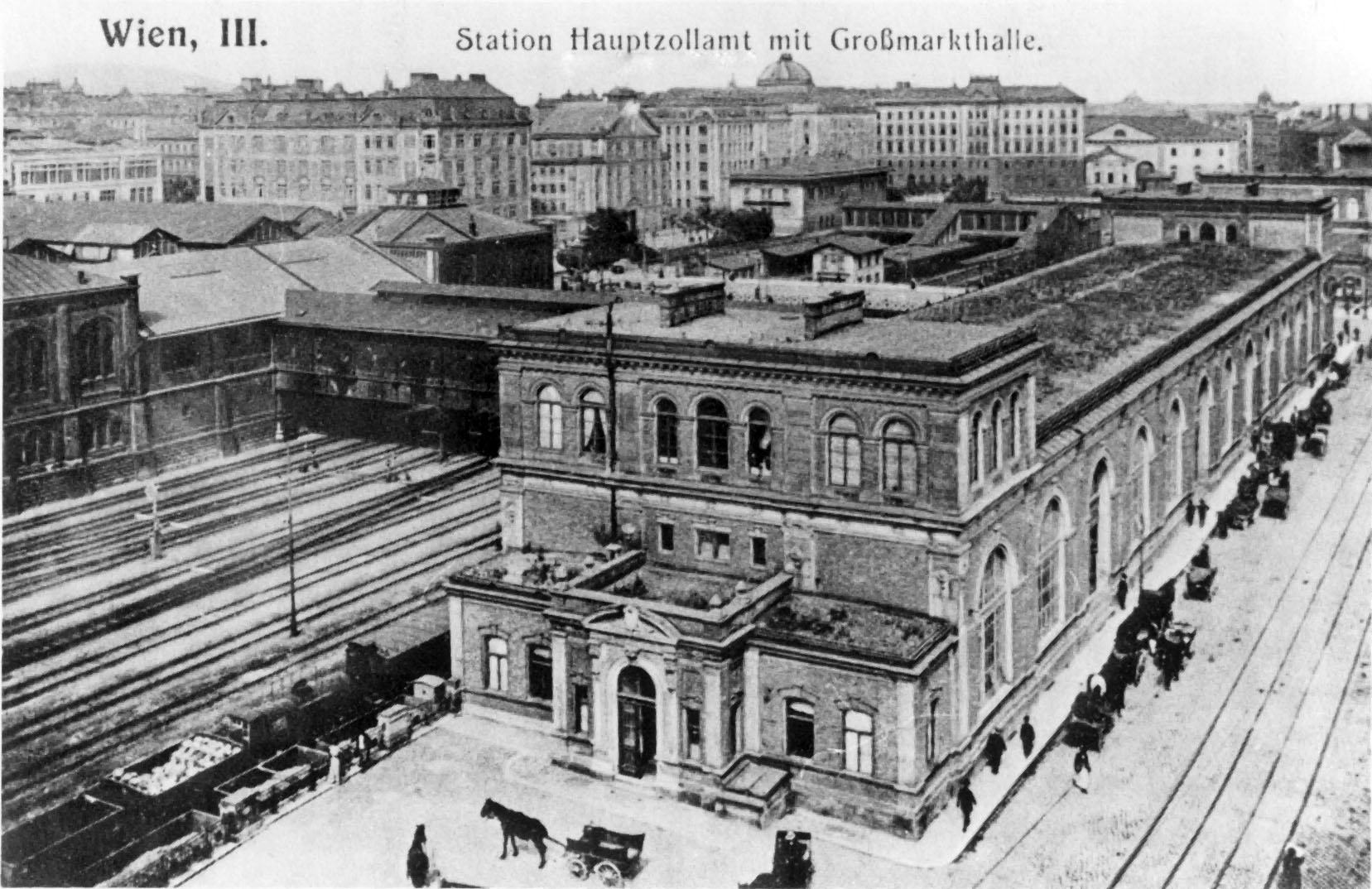
Lage um 1905: Rückseite in der Bildmitte oben, unter den Schriftzügen Station Haupt (Station Hauptzollamt, heute Wien Mitte)

Das Bürgertheater war ein Theater im 3. Wiener Gemeindebezirk Landstraße an der Adresse Vordere Zollamtsstraße 13.

## Schauspielhaus
Das Wiener Bürgertheater wurde auf Betreiben des Schauspielers und Schriftstellers Oskar Fronz senior im Jahre 1905 nach Plänen der Architekten Franz von Krauß und Josef Tölk im 3. Wiener Gemeindebezirk errichtet. Die Wandgemälde stammten von Eduard Veith. Das Theater hatte einen Fassungsraum für 1144 Personen. Die offizielle Eröffnung als Schauspielhaus fand am 7. Dezember 1905 mit dem Stück Der alte Herr von Beatrice Dvorsky unter Beisein des Wiener Bürgermeisters Karl Lueger statt. Die Generalprobe am 6. Dezember 1905 besuchten geladene Gäste, unter ihnen die Schauspieler Katharina Schratt und Adolf von Sonnenthal. Richard Fronz, ein Bruder des Direktors und Schüler Anton Bruckners, dirigierte die Rosamunden-Ouvertüre von Franz Schubert. Erster Direktor war eben jener Oskar Fronz bis zu seinem Tode im Jahre 1925. Das Wiener Volksstück ’s Katherl von Burgtheaterdirektor Max Burckhard wurde im Februar 1907 mit der berühmten Volksschauspielerin Hansi Niese aufgeführt und hatte großen Erfolg. Auch das Erfolgsstück Die Katakomben von Gustav Davis, einem Autor, der für das Repertoire des Bürgertheaters wichtig wurde, gelangte 1907 zur Aufführung.

## Operette und Revue
1910 wurde das Bürgertheater wegen des abflauenden Erfolgs in eine Operettenbühne umgewandelt, wobei Edmund Eysler als Hauskomponist wirkte. Eysler komponierte für das Bürgertheater die Operette Der unsterbliche Lump (Libretto von Felix Dörmann). Am 14. Oktober 1910 fand die Erstaufführung statt. Der Erfolg war überwältigend, die Pressestimmen meinten, diese Operette von Eysler signalisiere einen Wechsel des Genres (Silberne Operettenära). Der große Erfolg trug dazu bei, dass Eysler Hauskomponist des Wiener Bürgertheaters blieb.
Am 23. Dezember 1911 gab man seine neueste Operette Der Frauenfresser, auch ihr war großer Erfolg beschieden. Im März 1913 folgte die Uraufführung von Der lachende Ehemann. Bis 1921 sollte dieses Eysler-Werk 1793 Aufführungen erleben. Auch in den Jahren des Ersten Weltkriegs brachte man im Bürgertheater in gewohnter Weise pro Saison mehrere Eysler-Operetten heraus, so Der lachende Ehemann (19. März 1913), Ein Tag im Paradies (23. Dezember 1913), Frühling am Rhein (1914), Die – oder Keine! (9. Oktober 1915) und Der dunkle Schatz (1918).
Wichtige Uraufführungen dieser Operetten-Ära waren außerdem: Oscar Straus: Liebes-Zauber (28. Jänner 1916), Robert Stolz: Der Hampelmann (9. November 1923), Franz Lehár: Clo-Clo (6. März 1924), Robert Stolz: Der Mitternachtswalzer (1926) und Edmund Eysler: Das Land der Liebe (27. August 1926). Der italienische Opernkomponist Pietro Mascagni selbst dirigierte am 24. Jänner 1925 die Uraufführung seiner Operette Ja, die Geschichte eines Mädchens aus den Folies Bergères. 1925 spielte Ernst Arnold in der 400. Aufführung der Operetten-Idylle Auf Befehl der Herzogin von Bruno Granichstaedten.
Ab 1926 begann die Ära der Revueoperetten, vor allem mit Karl Farkas und seinem kongenialen Partner Fritz Grünbaum. Bei einem Gastspiel der Ernst-Marischka-Ausstattungsrevue Wien lacht wieder von Ralph Benatzky, das am 1. Oktober 1927 begann, führten Farkas und Grünbaum mit Musik von Ralph Benatzky in 30 Bildern eine Schlagerrevue vor, bei der nicht weniger als 120 Mitwirkende und 900 Kostüme im Einsatz waren. Am 15. Mai 1928 wurde Prinzessin Ti-Ti-Pa von Robert Stolz, am 21. Dezember 1931 erfolgte die Uraufführung der Operette Mädel aus Wien von Heinrich Strecker, und am 1. Mai 1932 wurde die Operette Der Jolly Joker des österreichischen Komponisten Egon Neumann am Bürgertheater uraufgeführt. 1935 führte die avantgardistische "Gruppe Ernst Lönner" Johann Nestroys Der Talisman in einer eigenen Version als Salome und Feuerfuchs mit Marianne Gerzner und Fritz Schrecker auf. Die Exl-Bühne brachte 1935 Der Brandner Kaspar schaut ins Paradies von Josef Maria Lutz mit Ferdinand Exl und Eduard Köck als Boanlkramer zur Aufführung.

## Zeit des Nationalsozialismus
In den ersten Jahren des Zweiten Weltkriegs zumeist geschlossen, wurde das Haus im April 1942 wieder eröffnet. Direktor war Robert Valberg, ehemals Landesleiter der Reichstheaterkammer und Kulturbeirat der Stadt Wien. Mit der Verpachtung des Hauses an das NSDAP-Mitglied Valberg wurde der Theaterbetrieb in private Hände gelegt. Die Direktionsphase Valbergs zeigte einen auf Unterhaltung und Ablenkung vom Kriegsalltag ausgerichteten Spielplan. Am 17. April 1942 erfolgte als Eröffnung die Uraufführung der Revue Ringstraßen-Melodie von Rudolf Weys und Hanns Schott-Schöbinger. Für die Musik zeichneten sieben Komponisten verantwortlich, Josef Carl Knaflitsch, Hans Lang, Karl Loubé, Heinz Sandauer, Alexander Steinbrecher, Bruno Uher und Ferry Wunsch, es spielte das bekannte Boheme-Quartett. Die 16 Revue-Bühnenbilder entwarf Gustav Manker. In der Hauptrolle war der Autor Schott-Schöbinger zu sehen, neben ihm spielten Publikumslieblinge wie Hans Olden, Mimi Shorp oder Lia Lange. Trotz negativer Kritiken erfreute sich das Stück großer Beliebtheit, im September 1942 berichtete die Presse von beinahe 200 Aufführungen en suite. Am 2. Juli 1943 kam es sogar zur Uraufführung von „Nur keck!“ von Johann Nestroy, das zu Lebzeiten Nestroys nicht aufgeführt worden war. Das Stück erlebte 1943/44 355 Aufführungen.

## Pressburger Bahn
Um das Theatergebäude verlief 1914–1945 die einem Straßenbahnbetrieb entsprechende Schleife der Pressburger Bahn, die hier ihre Wiener Endstation hatte. Auf Grund der Kriegsschäden an der Stadtstrecke wurde die Bahn nach 1945 nicht mehr von hier aus auf Straßenniveau Richtung Osten geführt, sondern auf vorhandenen Bahngleisen wie dem benachbarten, in Tieflage angelegten Bahnhof Wien Mitte / Landstraße.

## Theater in der Josefstadt
Im September 1945 übernahm Franz Stoß die Direktion und das Bürgertheater wurde eine volkstümliche Zweigstelle des Theaters in der Josefstadt. Seine erste Saison eröffnete Stoß am 13. September 1945 mit dem Pariser Volksstück „Im sechsten Stock“ des Pitoëff-Dramaturgen Alfred Gehri, es spielten Annie Rosar, O. W. Fischer und Guido Wieland. Stoß selbst inszenierte, Gustav Manker entwarf das Bühnenbild. Das Bürgertheater beschäftigte in der Direktionszeit von Franz Stoß zwei eigene Hausdichter, Martin Costa und Kurt Nachmann, von dem im Sommer 1946 unter Verwendung von Autoren des Wiener Vormärz die Biedermeier-Posse „Das G'spenst auf der Bastei“ nach Karl Meisl zur Uraufführung kam. 1950 kam es zur Uraufführung der musikalischen Komödie „Das Glücksrezept“ von Robert Stolz (mit Maria Eis in der Hauptrolle). Einen der letzten großen Theatererfolge erlebte das Bürgertheater mit dem „Abschiedswalzer“, einer Operette von Hubert Marischka, Musik von Ludwig Schmidseder. Aufführungen von „Hochzeitsnacht im Paradies“ oder „Feuerwerk“ brachten prominente Darsteller wie Fritz Imhoff, Heinz Conrads, Waltraud Haas oder Harry Fuß auf die Bühne des Bürgertheater. Im Januar 1953 inszenierte Gustav Manker Sidney Kingsleys amerikanisches Ärztedrama „Menschen in Weiß“ (Pulitzer-Preis 1934) mit Kurt Heintel, Anton Edthofer und Ernst Waldbrunn.
1953 endete der Versuch des neuen Direktors Harald Röbbeling, dem Bürgertheater unter dem Namen Broadwaybühne und mit Shakespeares Romeo und Julia eine neue Richtung zu geben, in einem finanziellen Fiasko, und der Theaterbetrieb musste nach nur sechs Tagen eingestellt werden. Danach wurde das Gebäude unter anderem als Studio für den Sender Rot-Weiß-Rot der amerikanischen Besatzungsmacht genutzt. Auch eine Verkaufsausstellung, die zuvor in der Wiener Börse angesiedelt war, fand hier ein zeitweiliges Domizil. (Sie wanderte später weiter ins neu eröffnete AEZ).

## Theatersterben und Nachnutzung
Während des großen Wiener Theatersterbens 1959–1961, das auch das Wiener Stadttheater (Laudongasse) und die Scala, das ehemalige Johann Strauß-Theater, betraf, wurde das Bürgertheater 1960 abgerissen. An seiner Stelle wurde, mit Überbrückung einer Nebenfahrbahn, die neue Hauptanstalt der Zentralsparkasse der Gemeinde Wien (Z) errichtet. Architekten waren Artur Perotti und Anton Potyka. Die zur Bank Austria gewordene Z zog 1994 aus dem Gebäude aus, das nach diversen Modernisierungen 2013 die Mediengruppe um die Wiener Tageszeitung Der Standard und das Hauptbüro der Österreich Werbung, der nationalen Tourismusmarketingorganisation, beherbergt.